# Dolichopeza (Oropeza) albitarsis
Dolichopeza (Oropeza) albitarsis is een tweevleugelige uit de familie langpootmuggen (Tipulidae). De soort komt voor in het Oriëntaals gebied.